# Боллстон (Нью-Йорк)
Боллстон (англ. Ballston) — місто (англ. town) в США, в окрузі Саратога штату Нью-Йорк. Населення — 11 831 особа (2020).

## Демографія
Згідно з переписом 2010 року, у місті мешкало 9776 осіб у 3710 домогосподарствах у складі 2717 родин. Було 3914 помешкання
Расовий склад населення:
| - 96,1 % — білих - 1,1 % — чорних або афроамериканців - 1,0 % — азіатів - 0,2 % — корінних американців |

До двох чи більше рас належало 1,4 %. Частка іспаномовних становила 1,9 % від усіх жителів.
За віковим діапазоном населення розподілялося таким чином: 24,7 % — особи молодші 18 років, 59,0 % — особи у віці 18—64 років, 16,3 % — особи у віці 65 років та старші. Медіана віку мешканця становила 42,7 року. На 100 осіб жіночої статі у місті припадало 91,5 чоловіків;  на 100 жінок у віці від 18 років та старших — 89,3 чоловіків також старших 18 років.
Середній дохід на одне домашнє господарство  становив 104 022 долари США (медіана — 89 449), а середній дохід на одну сім'ю — 111 647 доларів (медіана — 94 531). Медіана доходів становила 71 419 доларів для чоловіків та 51 467 доларів для жінок. За межею бідності перебувало 6,9 % осіб, у тому числі 9,1 % дітей у віці до 18 років та 6,7 % осіб у віці 65 років та старших.
Цивільне працевлаштоване населення становило 5213 осіб. Основні галузі зайнятості: освіта, охорона здоров'я та соціальна допомога — 24,8 %, науковці, спеціалісти, менеджери — 12,8 %, виробництво — 10,8 %, роздрібна торгівля — 10,2 %.